# К'онахалла
К'онахалла — чеченський кодекс честі к'онаха — гідного чоловіка. Фольклорні джерела свідчать про існування у нахів військових спілок. Є припущення, що кодекс склався в аланську добу (IV—XIII ст.). На його характер вплинули події того часу, коли війна була для нахів звичайним станом. Про давність кодексу свідчать численні паралелі з найдавнішими пам'ятками нартського епосу.
|  | К'онахалла (фрагмент) 1. Головною метою та змістом життя к'онаха є служіння своєму народу та Батьківщині. Інтереси народу та Батьківщини для нього завжди вищі за особисті інтереси. 2. К'онах присягає і служить лише Батьківщині. Заради Вітчизни він готовий пожертвувати життям, але ніколи, за жодних обставин, к'онах не поступається особистою гідністю і честю. 3. Найвищим виявом служіння к'онаха є захист Батьківщини від навали ворога. Смерть у справедливій війні або при захисті своєї честі і гідності краще для к'онаха, ніж життя в безчестя і ганьби. |

Остаточний вид кодексу сформувався у пізньому середньовіччі. В пізніший час духовний аспект кодексу зазнав сильного впливу суфізму, згідно з яким головним змістом людського існування є шлях духовного вдосконалення. Але на відміну суфіїв, к'онах був зобов'язаний відмовлятися від земних радощів і участі у соціально-політичного життя. За переказами, кодекс було вперше зафіксовано у релігійно-етичних трактатах XVII—XVIII століть. До цього часу кодекс дійшов у уривчастому вигляді в хроніках та усній традиції.
Слово «к'онах» (чеч. къонах), походить від слова «к'она» (чеч. къона) — молодий — і має значення «молодець», «гідна людина». Інше старовинне слово «к'ано» (к'ано) — «старійшина, обраний представник народу мудрець» — походить від «к'єна» (чеч. къена) — «старий».